# Al-Muizz Ajbak egyiptomi szultán
Al-Muizz Ajbak, eredetileg Izz ad-Dín Ajbak at-Turkumání, másképp Ajbeg, törökösen Aybeg (? – Egyiptom, Kairó, 1257. április 10.) Egyiptom első, bahrí mamlúkok közé tartozó szultánja volt 1250-ben öt napig, majd 1254-től haláláig. Teljes titulusa al-Malik al-Muizz, melynek jelentése: „a nagy hatalmú király”.

## A teljhatalmú főparancsnok
Amint neve is mutatja, török származású volt, és asz-Szálih Ajjúb szultán halálakor közvetlen katonai-adminisztratív kísérete, az ún. szálihí (vagy lakhelyükről bahrí) mamlúkok egyik vezetője volt emíri rangban mint asztalnok (dzsásankír). Amikor a bahrijja egyetértésével Sadzsar ad-Durr, Ajjúb özvegye lépett a szultáni trónra, Ajbakot nevezték ki a hadsereg főparancsnokává (atabég). Mivel a nőuralom Szíriában lázadást váltott ki, Sadzsar ad-Durrt alig három hónap után lemondatták 1250 júliusában, és Ajbak lépett a trónra az al-Muizz nevet felvéve. A bahrijja egy másik, Aktaj al-Dzsamadár és Bajbarsz al-Bundukárí vezette csoportja azonban öt nap elteltével rávette, hogy lemondjon szultánságáról a tízéves ajjúbida herceg, al-Asraf Múszá javára, aki mellett főparancsnokként irányíthatta az államot. Ekkortájt házasodott össze Sadzsar ad-Durr-ral.
Az ajjúbida örökléssel a lázongás nem ért véget. A szintén Ajjúbida-dinasztiához tartozó an-Nászir Júszuf aleppói emír a Damaszkuszban hatalmat átvevő kurd kajmarijja hívására indult meg trónkövetelőként, ám a Nílus-delta közelében, Abbásza mellett vereséget szenvedett Ajbak seregétől (1251. február 3.). A háborúskodás 1253-ig húzódott, amikor a bagdadi kalifa, al-Musztanszir közvetítésével a felek békét kötöttek, megszilárdítva a mamlúkok hatalmát. Eközben kiújult a bahrijján belüli ellenségeskedés: Ajbak igyekezett saját klienseire (muizzijja) támaszkodni a bahrijja helyett, miközben ellenfele, Aktaj benősült az ajjúbidák közé, feleségül véve egy hamái hercegnőt, és rövidesen királyi előjogokat követelt (ti. hogy a felesége lakjon a Szaladin óta szultáni rezidenciául szolgáló fellegvárban). Ajbak erre meggyilkoltatta 1254. szeptember 18-án. (Az egyik merénylő, Kutuz, később maga is trónra lépett.) Ekkortájt szakított a látszattal is, lemondatta a tizennégy esztendős al-Asraf Múszát, akit a Nikaiai Császárság területére küldött, végleg lezárva az ajjúbidák egyiptomi uralmát.

## A szultán
Ajbak ismét al-Muizz néven gyakorolta hatalmát. A merényletet követően a bahrijja jelentős része Szíriába menekült Bajbarsz vezetésével, aki ismét háborúra sarkallta a mamlúkok révén megerősödött an-Nászir Júszufot, de a konfliktusból ezúttal is Egyiptom került ki győztesen. A megint bagdadi közvetítéssel megkötött béke értelmében Júszuf lemondott az emigráns bahrijja támogatásáról, ami így al-Karak urának, a szintén ajjúbida al-Mugísz Umarnak a szolgálatába állt. Al-Muizz hatalma csúcsán állt, amit a moszuli Badr ad-Dín Lulu emír lányának feleségül vételével még jobban meg akart erősíteni – törekvése viszont kivívta Sadzsar ad-Durr féltékenységét és hatalomféltését, így a hajdani uralkodónő 1257. április 10-én fürdőjében megölette második férjét.
Ajbak hívei a fiát, al-Manszúr Alít tették trónra, és rövidesen végeztek a gyilkos Sadzsar ad-Durral. Alí azonban csak bábként uralkodott, helyette Kutuz gyakorolta a hatalmat.